# Dienstencheque
Een dienstencheque is een waardebon waarmee particulieren op een belastingvriendelijke manier huishoudelijke diensten kunnen kopen. Dienstencheques zijn vooral bekend in België. Ook in Frankrijk kent men de cesu.

## Dienstencheques in België
Het systeem van dienstencheques werd in België ingevoerd begin 2004. Het is een van de fiscale en parafiscale vrijstellingen in het Belgisch fiscaal stelsel. Het heeft een dubbel doel:
- laaggeschoolden uit de werkloosheid halen
- terugdringen van het zwartwerk.

Particulieren kunnen dienstencheques aankopen voor € 10 per gepresteerd uur met een maximum van 500 tot 2000 stuks, afhankelijk van de gezinssituatie, per kalenderjaar. Afhankelijk van de regio wordt er een fiscaal voordeel tot 20% van de aankoopprijs van de eerste 167 cheques per jaar gegeven. Het bedrijf Sodexo is momenteel aangesteld door de overheid om de dienstencheques uit te geven.
Er bestaat een papieren versie van de dienstencheque en een elektronische versie. Via een bankoverschrijving van het bedrag voor het aantal gewenste cheques (een bestelling moet een minimum zijn van 10 stuks), worden de papieren cheques per post verstuurd of worden de elektronische cheques automatisch toegevoegd aan het saldo. Ook online betalen is beschikbaar als optie.
Met die dienstencheque kan men dan mensen aan werk zetten voor een aantal welomschreven taken, zoals bijvoorbeeld:
- schoonmaken
- wassen
- strijken
- boodschappen doen
- klein verstelwerk
- bereiden van maaltijden
- hulp bij verplaatsingen

Er is een discussie geweest of dienstencheques ook kunnen worden gebruikt voor andere activiteiten zoals kinderopvang of tuinonderhoud of schilderwerken, maar dit is momenteel uitgesloten.
Boven op de belastingsaftrek voor de klant, subsidieert de overheid het dienstenchequesysteem door de aangesloten bedrijven extra te vergoeden voor elke binnengebrachte dienstencheque. Op deze manier kan het erkende dienstenchequebedrijf de huishoudhulpen een vast contract voor bepaalde of onbepaalde duur bieden. Het dienstenchequebedrijf betaalt het loon en vakantiegeld, vergoeding tijdens ziekte, een arbeidsongevallenverzekering, etc. (Uitzendkantoren geven de huishoudhulpen meestal geen vast contract maar dag- of weekcontracten.) De werkelijke waarde van een dienstencheque met de subsidie ligt op € 23,36. Critici beoordelen de verkoopprijs van de cheque daarom “niet correct”’.
Op deze manier is het systeem aantrekkelijk voor de klant en de medewerker. Er werken momenteel minstens 140.000 mensen voor een dienstenchequebedrijf op een legale manier en blijven (gedeeltelijk) uit het systeem van werkloosheidsuitkeringen. Er zijn heel wat bedrijven die diensten aanbieden via dienstencheques, zoals privé schoonmaakbedrijven en strijkwinkels, overheidsbedrijven (PWA), OCMWs en ook de meeste uitzendkantoren.
Sinds de zesde staatshervorming is het dienstencheque-systeem geregionaliseerd. Op 1 januari 2016 is dit volledig overgegaan naar de bevoegdheid van de gewesten.